# C/2011 L4

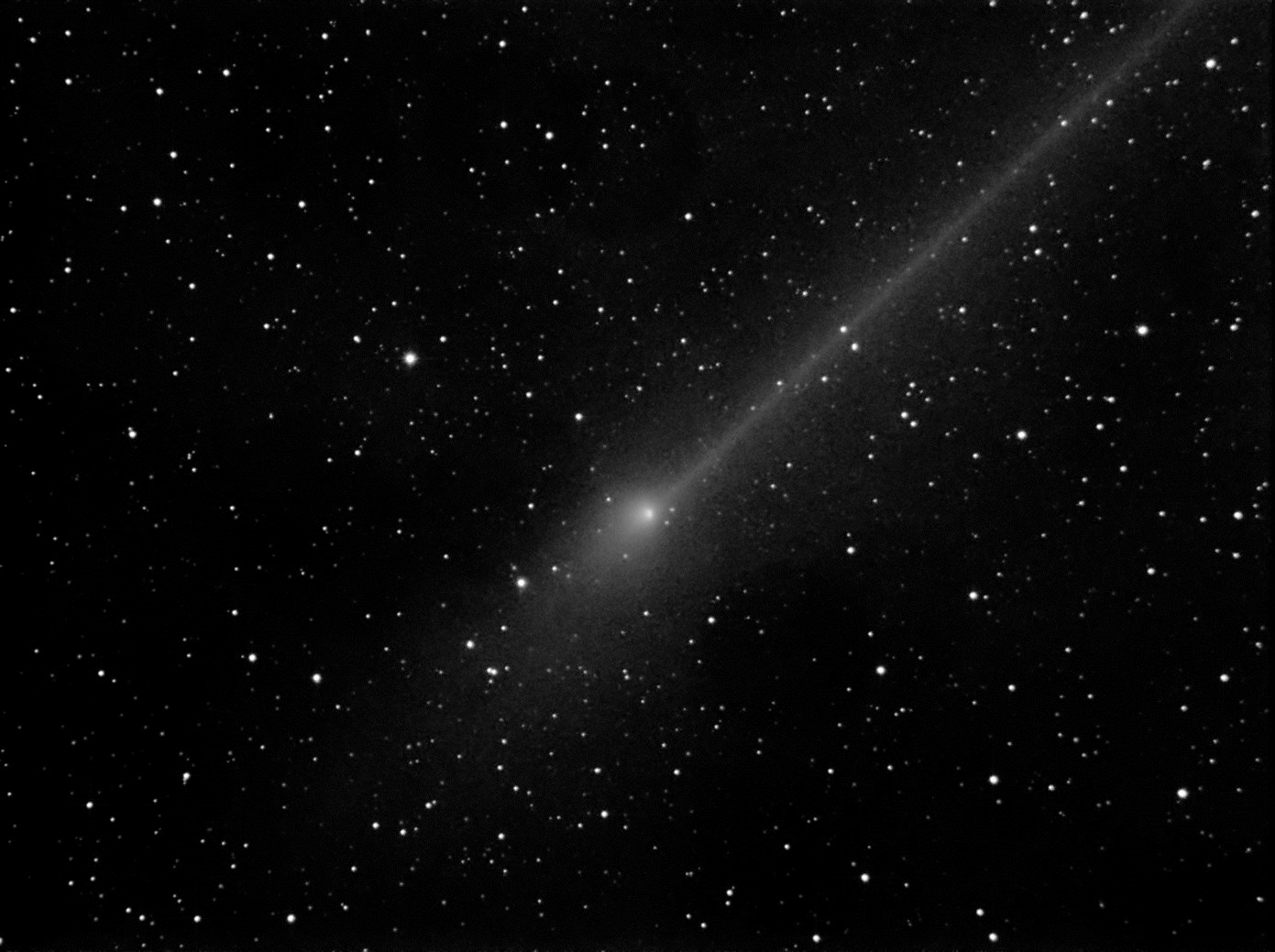

C/2011 L4(Pan-STARRS) 혜성은 2011년 발견된 비주기 혜성이다. 근일점에 가까워지는 2013년 3월 이후로는 맨눈으로도 관측이 가능하게 된다. 하와이주의 마우이섬에 있는 할레아칼라 산의 판스타스(Pan-STARRS) 망원경을 통해 발견되었다.
2011년 6월 처음 발견되었을 때의 겉보기 등급은 +19등급이었다. 2012년 5월 초에는 대형 아마추어 망원경으로 관측 가능한 +13.5 등급까지 밝아졌다. 2012년 10월, 핵의 크기가 약 12만 km로 예측되었다. 혜성은 2013년 3월 5일, 지구에 1.09 천문단위(AU) 거리까지 가까워진다. 혜성은 근일점을 2013년 3월 10일 통과한다. 초기에는 겉보기 밝기가 0등급(센타우루스자리 알파 혹은 베가의 밝기)까지 될 것이라 예측했다. 2012년 10월에는 겉보기 밝기가 -4등급(금성의 밝기)까지 될 것이라 예상했다. 2013년 1월에는 그보다 어두운 1등급까지만 밝아질 것으로 예상되었다.

## 같이 보기
- C/2012 S1: 2013년 말에 접근하는 밝은 혜성.